# Лесные братья (фильм)
«Лесные братья» — боевой киносборник режиссёров В. Н. Журавлёва и Е. М. Шнейдера.

## Сюжет
Фильм о советских партизанах, состоящий из двух новелл («Лесные братья», «Смерть бати»), объединённых общими героями. «Смерть бати» — последняя работа в кино режиссёра Е. М. Шнейдера.